# 292 (số)
292 (hai trăm chín mươi hai) là một số tự nhiên ngay sau 291 và ngay trước 293.

## Trong toán học
- 292 là số mà hệ nhị phân[1][2][3] có các số 100.